# Rodelen op de Olympische Winterspelen 1994
Rodelen is een van de sporten die beoefend werden tijdens de Olympische Winterspelen 1994 in Lillehammer, Noorwegen. 

## Heren
| rang   | sporter(s)         | land | tijd     |
| ------ | ------------------ | ---- | -------- |
| Goud   | Georg Hackl        | GER  | 3:21.571 |
| Zilver | Markus Prock       | AUT  | 3:21.584 |
| Brons  | Armin Zöggeler     | ITA  | 3:21.833 |
| 4      | Arnold Huber       | ITA  | 3:22.418 |
| 5      | Wendel Suckow      | USA  | 3:22.424 |
| 6      | Norbert Huber      | ITA  | 3:22.474 |
| 7      | Gerhard Gleirscher | AUT  | 3:22.569 |
| 8      | Jens Müller        | GER  | 3:22.580 |

## Dames
| rang   | sporter(s)           | land | tijd     |
| ------ | -------------------- | ---- | -------- |
| Goud   | Gerda Weissensteiner | ITA  | 3:15.517 |
| Zilver | Susi Erdmann         | GER  | 3:16.276 |
| Brons  | Andrea Tagwerker     | AUT  | 3:16.652 |
| 4      | Angelika Neuner      | AUT  | 3:16.901 |
| 5      | Natalie Obkircher    | ITA  | 3:16.937 |
| 6      | Gabriele Kohlisch    | GER  | 3:17.197 |
| 7      | Irina Goebkina       | RUS  | 3:17.198 |
| 8      | Natalja Jakoetsjenko | UKR  | 3:17.378 |

## Dubbel
| rang   | sporter(s)                          | land | tijd     |
| ------ | ----------------------------------- | ---- | -------- |
| Goud   | Kurt Brugger Wilfried Huber         | ITA  | 1:36.720 |
| Zilver | Hansjörg Raffl Norbert Huber        | ITA  | 1:36.769 |
| Brons  | Stefan Krauße Jan Behrendt          | GER  | 1:36.945 |
| 4      | Mark Grimmette Jonathan Edwards     | USA  | 1:37.289 |
| 5      | Chris Thorpe Gordon Sheer           | USA  | 1:37.296 |
| 6      | Ioan Apostol Constantin-Liviu Cepoi | ROU  | 1:37.323 |
| 7      | Albert Demtschenko Aleksej Zelenski | RUS  | 1:37.477 |
| 8      | Robert Gasper Clay Ives             | CAN  | 1:37.691 |
| 8      | Igor Urbanski Andrej Mukhin         | UKR  | 1:37.691 |

## Medaillespiegel
| rang | land       | goud | zilver | brons | totaal |
| ---- | ---------- | ---- | ------ | ----- | ------ |
| 1    | Italië     | 2    | 1      | 1     | 4      |
| 2    | Duitsland  | 1    | 1      | 1     | 3      |
| 3    | Oostenrijk | 0    | 1      | 1     | 2      |
|      |            | 3    | 3      | 3     | 9      |